# Kinnared
Kinnared – miejscowość (tätort) w Szwecji, w regionie administracyjnym (län) Halland, w gminie Hylte.
Według danych Szwedzkiego Urzędu Statystycznego liczba ludności wyniosła: 309 (31 grudnia 2015), 336 (31 grudnia 2018) i 337 (31 grudnia 2019).